# Rainer Buhmann
Rainer Buhmann est un joueur d'échecs allemand né le 20 février 1981 à Leimen. 

## Biographie
Grand maître international depuis 2007, il a représenté l'Allemagne lors de deux olympiades  : en 2006 (au premier échiquier de l'équipe d'Allemagne C qui finit 35e) et en 2010 (au premier échiquier de l'équipe première), ainsi que lors des championnats d'Europe par équipe de 2001 (médaille de bronze par équipe), 2007, 2011 (médaille d'or par équipe) et 2015 (l'Allemagne finit sixième). Il fut deuxième du championnat d'Allemagne en 2007.
Au 1er mai 2016, Buhmann est le numéro trois allemand et le 109e joueur mondial avec un classement Elo de 2 651.